# جيم دورهام
جيم دورهام (بالإنجليزية: Jim Durham)‏ هو معلق رياضي أمريكي، ولد في 12 فبراير 1947، وتوفي في 4 نوفمبر 2012.